# 春日部市立武里西小学校
春日部市立武里西小学校（かすかべしりつ たけさとにし しょうがっこう）は、埼玉県春日部市大場822番地の1に位置する公立の小学校。2003年（平成15年）4月1日に、大場小学校と沼端小学校を統合して開校した。
2008年（平成20年）8月7日に開催された第75回NHK全国学校音楽コンクール関東甲信越ブロック埼玉県コンクールにおいて銅賞を受賞した。

## 学区
埼玉県春日部市のうち、以下の町・字を学区とする。
- 増田新田
- 武里団地（6〜9街区）
- 大畑（222、223、229、230、248、249、285〜323、359〜363、740〜866、909〜918）
- 大場（398の2〜398の12、455、1150〜1224を除く）
- 武里中野（1〜626）